# Ma dov'è andata la mia bambina?
Ma dov'è andata la mia bambina? (My Father the Hero) è un film del 1994 diretto da Steve Miner.
La pellicola ha come protagonisti Gérard Depardieu e Katherine Heigl.
È il remake del film francese Mio padre, che eroe! (Mon père, ce héros!) del 1991, diretto da Gérard Lauzier, con protagonista sempre Depardieu ma con Marie Gillain nel ruolo della figlia.

## Trama
André è un uomo di mezza età, divorziato, che decide di trascorrere le vacanze con la figlia adolescente Nicole, che vive con l'ex-moglie, portandola al mare. Nicole inizialmente lo segue malvolentieri e André, padre piuttosto apprensivo, ne dovrà passare di tutti i colori.